# L'abitudine di tornare (album)
L'abitudine di tornare è l'ottavo album in studio della cantautrice italiana Carmen Consoli, pubblicato il 20 gennaio 2015 dalla Universal Music Group. È uno dei sei album finalisti candidati alla Targa Tenco del 2015.

## Descrizione
I temi affrontati nell'album sono diversi, alternandosi episodi più introspettivi ad altri che hanno un occhio rivolto verso la società attuale. In Ottobre si racconta dell'amore vissuto tra due ragazze negli anni '50, mentre Esercito silente racconta i difficili rapporti della città di Palermo con la mafia. E forse un giorno affronta il tema della crisi economica e sempre di attualità parla La notte più lunga, raccontando lo sbarco dei migranti sulle nostre coste. Canzone più movimentata del disco è La signora del quinto piano, che affronta con amara ironia il difficile tema del femminicidio. L'amore romantico è il tema di San Valentino, mentre storie più sofferte sono alla base di Sintonia imperfetta e della struggente Oceani deserti, scritta in collaborazione con Max Gazzè. L'album si chiude con Questa piccola magia, dedicata alla recente maternità della cantante, che vuole essere un messaggio di speranza in una terrena felicità.

## Accoglienza
Il disco è stato accolto favorevolmente da critici musicali e testate giornalistiche, alcune delle quali hanno acclamato l'album e speso parole lodevoli nei confronti della cantautrice catanese, per la sua capacità di calarsi nel ruolo di "cronista" e narrare vicende in maniera originale. Secondo All Music Italia, che dà come voto 9/10, "l'alleggerimento della forma dona linfa nuova alla scrittura di Carmen
 che acquisisce brano dopo brano un potere narrativo assoluto ed 
inimitabile senza il bisogno di appoggiarsi su tessuti sonori 
particolarmente innovativi o catchy per arrivare al punto. 
In barba a chi alla vigilia dell'uscita di ogni nuovo disco la vorrebbe più o meno simile a qualcosa già visto in passato Carmen resta se stessa e propone un album di valore musicale e letterario come non se ne producono più tanti." Una delle recensioni più entusiastiche proviene da Il Fatto Quotidiano che non risparmia elogi, definendo l'album "un gioiello" e ancora "una fotografia cristallina dell'Italia 
d'oggi, e la fotografia che Carmen Consoli ci mostra è quella di un 
paese in caduta libera, in cui non solo non è facile e bello vivere, ma 
in cui è forse solo l'ironia, a volte a rischio cinismo, la sola via 
d'uscita possibile. Diciamo che, in tempi bui per la discografia italiana, buissimi, L'abitudine di tornare fa il felice paio con Il padrone della festa
 del trio Fabi Gazzè Silvestri, un altro lavoro destinato a rimanere, a 
lasciare un segno, seppur nella classicità del suo linguaggio, nel rifarsi più alla tradizione che alla contemporaneità, per quel che concerne suoni e stilemi, una certezza di chi è tornata solo nel momento
 in cui ha avuto qualcosa di importante da dirci." Rolling Stone dà 3 stelle su 5, affermando che "nemmeno i cecchini della stroncatura e i twittatori scelti che di fronte al suo ritorno si concentreranno sugli aspetti superficiali (dal look alla vocalità peculiare) potranno negare che Carmen Consoli ha rappresentato una via nuova alla rockstar italiana, ben diversa da Vasco, Liga, Pelù e Nannini. E tornare a sentire le sue strofe, impeccabili quando è ispirata, fa capire quanto è mancata alla musica italiana senza che questa, ingrata, se ne accorgesse. Pochi hanno una scrittura così personale, e una propensione a scrivere rock ballad che non sbrachino verso giri di chitarra banali". Panorama: "Carmen appoggia i piedi nudi nello scenario musicale del 2014 (piuttosto cambiato dal 2010, oramai) e rimane fresca e interessante, espressiva e potente. Come una favola per adulti che sono rimasti bambini, dal sapore amaro ma (ci piace pensare) a lieto fine." Tv Sorrisi e Canzoni afferma "Tornare è una buona abitudine, farlo con questa intensità non è da tutti."

## Tracce
Testi e musiche di Carmen Consoli, eccetto dove indicato.
1. L'abitudine di tornare – 3:32
2. Ottobre – 4:19
3. Esercito silente – 4:58
4. Sintonia imperfetta – 3:38
5. La signora del quinto piano – 4:57 (musica: Carmen Consoli, Gianluca Vaccaro)
6. Oceani deserti – 3:49 (testo: Francesco Gazzè, Stefano Galafate Orlandi – musica: Stefano Galafate Orlandi, Carmen Consoli, Max Gazzè)
7. E forse un giorno – 4:31
8. San Valentino – 3:38
9. La notte più lunga – 4:09 (musica: Carmen Consoli, Salvatore Distefano)
10. Questa piccola magia – 4:13

## Formazione
- Carmen Consoli - voce, cori, chitarra elettrica, chitarra acustica, percussioni, basso
- Fabio Rondanini - batteria
- Salvo Di Stefano - chitarra elettrica
- Elena Guerriero - pianoforte, organo Hammond, sintetizzatore
- Toni Carbone - basso
- Puccio Panettieri - batteria, percussioni
- Massimo Roccaforte - chitarra elettrica, cori, banjo, mandolino
- Gianluca Vaccaro - programmazione
- Roberto Procaccini - sintetizzatore, pianoforte
- Max Gazzè - basso
- Adriano Murania - violino
- Giuseppe Borzì - trombone
- Giuseppe Spampinato - flicorno
- Marcello Leanza - sassofono tenore
- Concetta Sapienza - flauto traverso, clarinetto

## Successo commerciale
L'abitudine di tornare debutta alla posizione numero 3 della classifica FIMI, riconfermando un grande seguito di fans, ma soprattutto la capacità, tra gli artisti con una carriera ventennale a riuscire a debuttare sul podio. L'album è stato certificato disco d'oro per aver venduto oltre 25 000 copie (nei primi quattro mesi).

## Classifiche

### Classifiche settimanali
| Classifica (2015) | Posizione massima |
| ----------------- | ----------------- |
| Italia            | 3                 |

### Classifiche di fine anno
| Classifica (2015) | Posizione |
| ----------------- | --------- |
| Italia            | 47        |